# Rallicola gadowi
Rallicola gadowi är en insektsart som beskrevs av Harrison 1915. Rallicola gadowi ingår i släktet Rallicola och familjen fjäderlöss. Inga underarter finns listade i Catalogue of Life.